# Semič (plaats)
Semič is een plaats in Slovenië en maakt deel uit van de gemeente Semič in de NUTS-3-regio Jugovzhodna Slovenija. De plaats telde 1.994 inwoners op 1 januari 2020.